# Lichenochora wasseri
Lichenochora wasseri är en lavart som beskrevs av S.Y. Kondr. 1996. Lichenochora wasseri ingår i släktet Lichenochora, ordningen Phyllachorales, klassen Sordariomycetes, divisionen sporsäcksvampar och riket svampar.  Arten är reproducerande i Sverige. Inga underarter finns listade i Catalogue of Life.